# Екселенте
Екселенте (ісп. Excelente, дослівно — чудова), відома також як подвійний кастельяно (ісп. doble castellano), подвійний дукат (ісп. doble ducado) чи авіла (від ісп. águila — орел) — золота монета вагою в 7,01 грама, що карбувалась католицькими королями Фернандо II Арагонський та Ізабеллою Кастильською в 1497—1504 роках. Назва «екселенте» походить від того, що монета мала велику вагу і надзвичайно високу пробу, а назви «подвійний кастельяно» та «подвійний дукат» походять від того, що вартість монети дорівнювала двом іспанським кастельяно або двом венеційським дукатам.
Після смерті королеви Ізабелли в 1504 році карбування екселенте в Іспанії було припинено, проте з 1537 року онук Фернандо та Ізабелли, імператор Карл V, почав карбувати подібну монету — золотий дублон (подвійний ескудо), який, однак, мав дещо меншу вагу.

## Історія
В грошовихх системах країн, що входили до об'єднаної держави католицьких монархів Фернандо II Арагонського та Ізабелли Кастильською до 1497 року використовувались низка монет з золота, срібла та білону (сплаву срібла та міді). Основними торговими партнерами іспанців за часів Фенандо та Ізабелли були християнські європейські країни (де переважно використовувався золотий дукат) та мусульманські країни Близького сходу та Африки (де використовувався золотий динар). В Кастильському та Арагонському королівствах існували свої власні грошові системи, а на додаток до цього окремі складові Кастильської та Арагонської Корон карбували свої власні типи монет. Фернандо та Ізабелла здійснювали спроби уніфікувати типи монет, особливо в Кастилії. Перша ініціатива по уніфікації датується 26 червня 1475 року, коли було розпочато карбування спільної для Кастилії та Арагону золотої монети — кастельяно, що мала вагу 4,6 грама. Випуск екселенте, або «подвійного кастельяно» був ще одним кроком в цьому напрямку.
Після припинення кабування екселенте в Іспанії, між 1504 і 1516 роками монети типу екселенто карбував монетний двір Неаполя. Монети Неаполя вирізняються наявністю літер I • T, з боків орла.

## Опис
На аверсі монети зображені звернені один до одного бюсти католицьких королів в коронах з написом латиною FERNANDVS: Z : ELISABET: DEI: GRATIA (Фернандо та Ізабелла, милістю божою), а на реверсі був зображений орел Святого Івана Богослова (що символізував відданість королеви Ізабелли цьому святому) з крилами розпостертими над гербом монархів. Легендою (між подвійною рамкою з крапок) був фрагмент з Книги Псалмів 17:8: Захисти нас, Господи, в тіні Своїх крил (SVB: VMBRA: ALARVM: TVA: — Sub umbra alarum tuarum protege nos Domine).
Вага монети становила 7,01 грама щирого золота. Через свою високу цінність, монета піддавалася численним підробкам.

## Примітка
1. 1 2  Martinori, La moneta, ad vocem.
2. 1 2 3 4  Grande Enciclopedia De Agostini, ed. De Agostini, Novara, 1987, vol. VIII, p. 191.
3. ↑  Excelente, Catholic Monarch Gold Coin - Unknown. Google Arts & Culture (англ.). Процитовано 23 січня 2024.